# Крила голубки
«Крила голубки» (англ. «The Wings of the Dove») — художній фільм, знятий британським режисером Йеном Софтли за романом Генрі Джеймса в 1997.

## Зміст
Дія фільму відбувається на початку 1910 -х років. Кейт Крой, дівчина з вищого лондонського суспільства, змушена жити під опікою своєї владної тітоньки. Знаючи, що її підопічна закохана в простого журналіста, тітка докладає зусиль для влаштування шлюбу Кейт зі своїм улюбленцем лордом Марком.
У зневірених закоханих з'являється шанс скористатися раптово виниклою ситуацією. Нова подруга Кейт - багата американка Міллі Тіл закохана в Мертона. Знаючи про невиліковну хворобу Міллі, Кейт і Мертон вирішуються заради майбутньої фінансової самостійності скористатися її добрим розташуванням.
У Венеції, куди вирушили всі троє, Міллі дізнається правду. Знаючи про те, що дні полічені, вона залишає гроші, необхідні для щастя своїх друзів. Ніжне почуття до пам'яті померлої Міллі, благородство і фаталізм не дозволяють нещасним коханцям прийняти її прощальний подарунок.

## Ролі
| Актор               | Роль             |
| ------------------- | ---------------- |
| Гелена Бонем Картер | Кейт Крой        |
| Лайнас Роуч         | Мертон Деншер    |
| Елісон Елліотт      | Міллі Тіл        |
| Шарлотта Ремплінг   | тітка Мод        |
| Елізабет Макговерн  | Сьюзен Стрінгхем |
| Майкл Гембон        | Лайонел Крій     |
| Алекс Дженнінгс     | лорд Марк        |

## Знімальна група
- Режисер — Іен Софтли
- Сценарист — Хуссейн Аміні, Генрі Джеймс
- Продюсер — Стівен Еванс, Девід Парфітт, Марк Купер